# Honoré d'Urfé
Honoré d'Urfé (Marsiglia, 11 febbraio 1568 – Villafranca, 1º giugno 1625) è stato uno scrittore francese, autore del primo romanzo fiume della letteratura francese, L'Astrea.

## Biografia
Nato a Marsiglia in una famiglia nobile originaria del Forez ed imparentata con la Casa di Savoia per parte di sua madre (Renée de Savoie-Tende), Honoré d'Urfé fece i suoi studi presso i Gesuiti. Uomo d'azione, si schierò dalla parte della Lega cattolica e restò per sempre fedele al duca di Nemours Carlo Emanuele.
Il 2 dicembre 1592, il duca di Nemours prese Montbrison (Loira). Honoré si mise allora nuovamente al servizio del duca e ruppe con sua moglie Anne d'Urfé, baliva di Forez, che tentava di ristabilire la pace nella provincia. all'uscita dalla prigione, il 26 luglio 1594, Nemours nominò Honoré "luogotenente generale nel governo di Forez".
Nel 1600, il 15 febbraio, Honoré ritornò nel Forez per sposare Diane de Châteaumorand, sua cognata, dopo l'annullamento del suo matrimonio con Anne d'Urfé.
Autore di un poema pastorale, La Sireine, scritto senza dubbio verso il 1604, difese le teorie platoniche dell'amore nelle Epistole morali (1603). Fondò, verso il 1606-1607, con i suoi amici Antoine Favre, François de Sales e Claude Favre de Vaugelas, l'Accademia florimontana, la prima società colta di Savoia.
È conosciuto soprattutto per il suo romanzo preziosista L'Astrea, romanzo d'avventura in parte autobiografico, rimasto incompiuto, che fu pubblicato in quattro parti tra il 1607 e 1627, e che s'iscrive nella tradizione dei romanzi ellenistici, di Virgilio e dei poeti cortesi.
L'Astrea conta più di 5.000 pagine, con cinque parti, ciascuna delle quali divisa in 12 libri. Le prime tre parti furono pubblicate nel 1607, 1610 e 1619, e alla morte d'Urfé nel 1625, il suo segretario Balthazar Baro completò la quarta parte e creò un seguito (1632-1633).
Secondo Larousse (1863), la quinta e sesta parte sarebbero state composte da Pierre Boitel, signore di Gaubertin, e pubblicate nel 1626. Fu uno dei più grandi successi del secolo, anche se non avrà reale continuità nel genere del romanzo pastorale, ma una notevole influenza sul romanzo, sul teatro (Molière), sull'opera e sulle mentalità.
Gli episodi di questo romanzo d'amore si nutrono degli anni che d'Urfé passò nella regione del Forez con la sua famiglia, la quale, stabilitasi verso l'anno 1000 sopra Champoly, aveva costruito nella pianura di Lignon du Forez il Castello della Bastia d'Urfé, il primo dei cosiddetti castelli "rinascimentali".
L'Astrea, più di ogni altra opera, fu alla base della nascita dei salotti moderni in Francia, in particolare dell'Hôtel de Rambouillet, capostipite di quelli dei secoli successivi.
Lasciò anche una raccolta di poesie, La Savoisiade (1609), e una pastorale in cinque atti, La Silvanira o la Morta viva (1625).
Morì durante una campagna militare, nel 1625, nella quale guidava le truppe savoiarde del duca Carlo Emanuele I di Savoia contro gli Spagnoli.

## Opere
- 1583: La trionfale entrata di Magdeleine de La Rochefocaud a Tournon (La triomphante entrée de Magdeleine de La Rochefocaud à Tournon)
- 1603: Epistole morali (Épîtres morales)
- 1604: La Sirena (La Sireine)
- 1607: L'Astrea (L'Astrée)
- 1609: La Savoisiade (La Savoysiade)
- 1625: La Silvanira o la Morta viva (La Sylvanire ou la Morte vive)

### Opere in linea
- La triomphante entrée de Magdeleine de La Rochefocaud à Tournon  Lione: J. Pillehotte, 1583
- Les epistres morales du seigneur d'Urfé Lione: Jaques Roussin, 1598
- Le sireine de messire Honoré d'Urfé,... Parigi: chez J. Micard, 1606
- L'Astrée Paris: 1607, 1610, 1619sq., edizione in linea delle prime tre parti di Reinhard Krüger, Boen sur Lignon / Stoccarda: Università di Stoccarda, 2006
- La Sylvanire, ou La morte-vive, fable bocagère  Parigi: R. Fouet, 1627
- Théâtre classique : La Sylvanire, ou La morte-vive, fable bocagère in modalità testo corretta e confrontata con l'edizione Honoré Champion (2002).